# Xanthorhoe abditaria
Xanthorhoe abditaria là một loài bướm đêm trong họ Geometridae.